# Тюнино (Московская область)
Тюнино — деревня Газопроводского сельского поселения Луховицкого района Московской области.

## Население
| 2002 | 2006 | 2010 |
| ---- | ---- | ---- |
| 42   | ↘39  | ↘35  |

Деревня Тюнино граничит с Гололобовским сельским поселением Зарайского района Московской области. Сама деревня расположена у реки Пилис, на её левом берегу, рядом с деревней Городище.
Деревни Тюнино и Городище расположены близко друг от друга на расстоянии 500 м, их разделяет только река Пилис. Иногда эти две деревни называют вместе Тюнино-Городище. В деревне Тюнино-Городище имеется небольшой магазин, уголок пайщика и чайный столик.

## История
Именование деревни — антропотопоним от первых владельцев татарского происхождения. Крестьяне деревни были государственными.
Ранее деревня относилась к Зарайскому уезду Рязанской губернии. Зарайский уезд Рязанской губернии просуществовал до января 1929 года, потом деревня Тюнино оказалась в составе вновь образованного Луховицкого района Центрально-Промышленной области (с 3 июня 1929 года Московская область).
До образования Газопроводского сельского поселения в 2004 году, деревня Тюнино относилась к Григорьевскому сельскому округу Луховицкого района Московской области с центром в селе Григорьевское.

## Транспорт
Через деревню проходит автомобильная дорога Зарайск — Клин-Бельдин — Алпатьево, причём здесь — на участке «Городище — Тюнино» имеется мостовой переход через реку Пилис.
В деревне Тюнино имеется автобусное сообщение с населёнными пунктами Луховицкого района и соседнего Зарайского района — через деревню проходит автобус Зарайск — Жилконцы , . Также через деревню проходит и автобус Зарайск — Рязань , который связывает Тюнино с Рязанью и Рязанской областью.

## Природа
Рядом с деревней на реке Пилис имеется небольшое озерцо. Рядом с этим озером расположена еловая лесополоса. Деревья в этой лесополосе растут очень часто, земля покрыта толстым до полуметра слоем старых иголок. В сухие годы летом в этой лесополосе наблюдается высокая пожароопасность. За лесополосой расположен лиственный лес.

## Расположение
- Расстояние от административного центра поселения — посёлка Газопроводск
  - 9 км на юг от центра посёлка
  - 12 км по дороге от границы посёлка
- Расстояние от административного центра района — города Луховицы
  - 27 км на юго-восток от центра города
  - 27 км по дороге от границы города (по Новорязанскому шоссе и далее направо через Григорьевское)